# Héraðsvötn
Héraðsvötn è un fiume islandese. Origina dall'unione dei due fiumi Austari Jökulsá e Vestari Jökulsá nei pressi di Stekkjaflatir ed ha una portata media di 111 m³/s. È alimentato dal ghiacciaio Hofsjökull e scorre per 40 km prima di sfociare nel fiordo di Skagafjörður.
Dal punto di vista turistico, la vallata è sfruttata per l'allevamento dei cavalli e l'equitazione, mentre il fiume è frequentato dagli appassionati di rafting che lo esercitano lungo l'affluente di destra Austari-Jökulsá.